# السناحي (بعدان)

تعديل مصدري - تعديل

السناحي هي إحدى قرى عزلة المشكي بمديرية بعدان التابعة لمحافظة إب، بلغ تعداد سكانها 645 نسمة حسب تعداد اليمن لعام 2004. وشيخها فيصل علي مهيوب النزيلي